# Vivek Kundra
Vivek Kundra, né le 9 octobre 1974 à New Delhi (Inde), est un informaticien américain et premier responsable fédéral des systèmes d'informations (Chief Information Officer) dans l'administration Obama du 5 mars 2009 au 12 août 2011,.

## Jeunesse et formation
Ses parents émigrent en Tanzanie, où il grandit et parle le swahili comme première langue. Sa famille s'installe aux États-Unis quand il a 11 ans et il grandit à Gaithersburg, Maryland, à 30 km au nord-ouest de Washington.
Il passe un diplôme de psychologie et une maîtrise d'informatique à l'université du Maryland. Il est diplômé de l'université de Virginie, au Sorensen Institute for Political Leadership.

## Washington

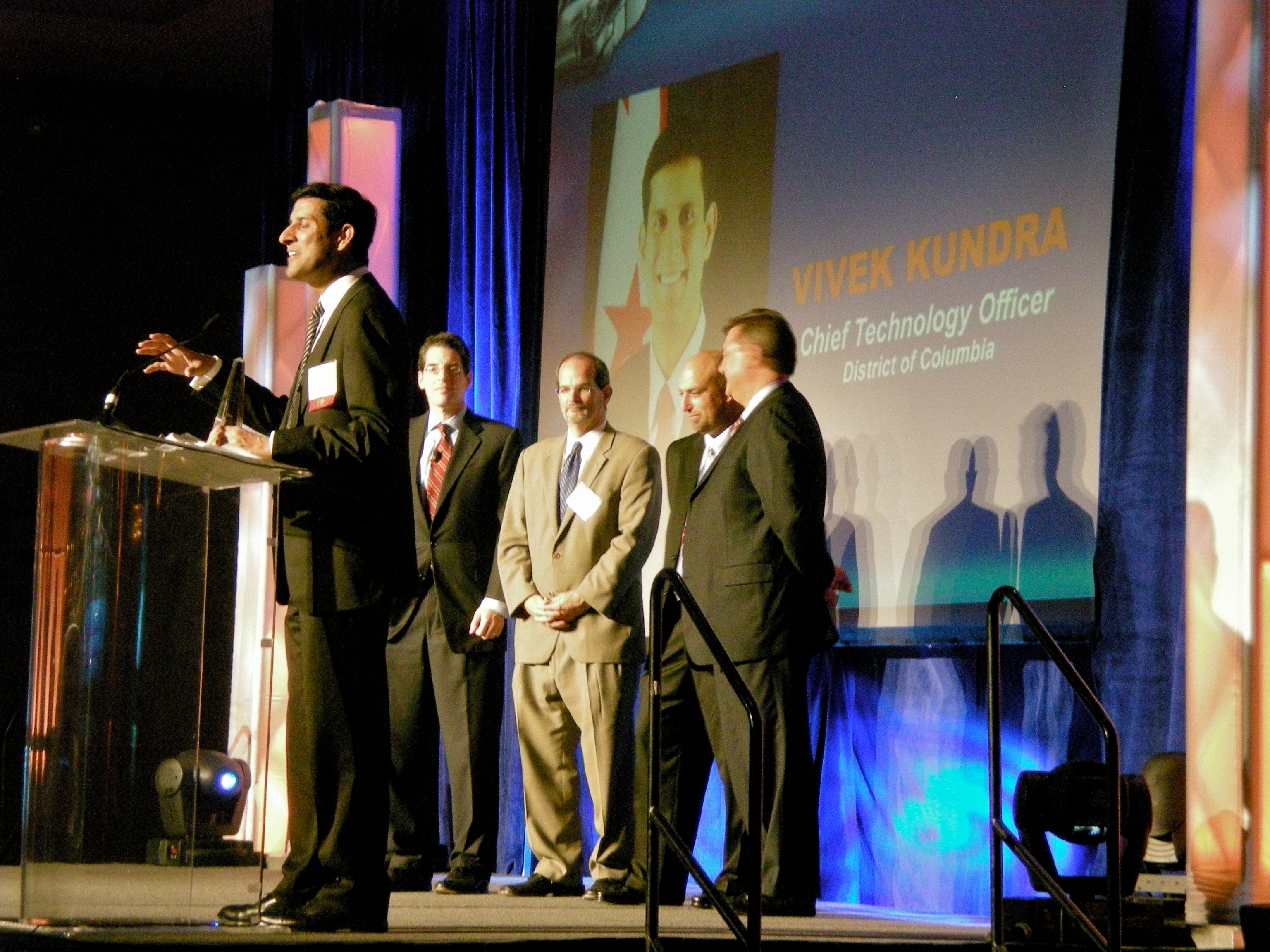
Vivek Kundra en novembre 2008

Directeur des systèmes d'information (Chief Information Officer) de la ville de Washington de 2007 à 2009, Vivek Kundra change profondément son fonctionnement : les appels d'offres sont postés sur YouTube et les fonctionnaires emploient des wikis et Twitter. 
Partisan du cloud computing, en juin 2008 il fait migrer les 38 000 fonctionnaires municipaux de Microsoft Office à Google Apps.
En octobre 2008, il lance un concours de logiciels libres, "Apps for Democracy" lancé par la ville de Washington, pour des applications composites pour iPhone, Facebook et autres services numériques destinés à faciliter l'accès aux informations municipales.

## Directeur fédéral des systèmes d'information
Vivek Kundra conseillait le comité de transition du président-élu Barack Obama sur les problèmes technologiques. Il était alors considéré comme l'un des possibles candidats pour le poste nouvellement créé de directeur fédéral des systèmes d'information au sein de l'administration Obama. Il est officiellement nommé le 5 mars 2009, à 34 ans, par le président Barack Obama.
Sous sa supervision a été lancé Data.gov, le site OpenData du gouvernement fédéral américain.

## Harvard Kennedy School
Steven VanRoekel lui succède au poste de directeur fédéral des systèmes d'information le 12 août 2011. Il rejoint Harvard, avec un poste de chercheur rattaché au Berkman Center for internet and society et la Harvard Kennedy School.

## Salesforce
En janvier 2012, Salesforce annonce avoir recruté Vivek Kundra au poste de directeur exécutif chargé des marchés émergents.